# Greisen
En la geología greisen refiere a un tipo de roca y mineralización de origen magmático e hidrotermal. La roca se compone esencialmente de cuarzo y moscovita. Las mineralización asociada al greisen consisten en láminas verticales compuestas de cuarzo, turmalina, casiterita y wolframita que disectan al greisen.